# Mataghis
Mataghis (in armeno Մադաղիս?, in azero Suqovuşan) è una comunità rurale del distretto di Tərtər, in Azerbaigian, fino al 2020 appartenente alla regione di Martakert nella repubblica di Artsakh (fino al 2017 denominata repubblica del Nagorno Karabakh).
Il paese nel 2018 contava poco più di cinquecento abitanti ed è situato nella vallata del fiume Tartar, nell'estremo settore nord orientale del Nagorno Karabakh. Proprio la vicinanza al confine con l'Azerbaigian rendeva quest'area, nel periodo del controllo karabakho, transitabile solo con permesso speciale.
Nel raggio di qualche chilometro di distanza sorgono in zone impervie i monasteri di Yeghishe Arakyal e di Horekavank, anche essi raggiungibili solo dietro autorizzazione governativa.
All'inizio della guerra dei quattro giorni il villaggio viene raggiunto da drappelli di soldati azeri che sono riusciti a infiltrarsi in territorio armeno per alcuni chilometri e che vengono successivamente respinti o eliminati dalle forze di difesa. Alla fine del mese di aprile l'insediamento è fatto oggetto di lanci missilistici provenienti dal territorio azero che danneggiano alcune abitazioni.

## Galleria d'immagini

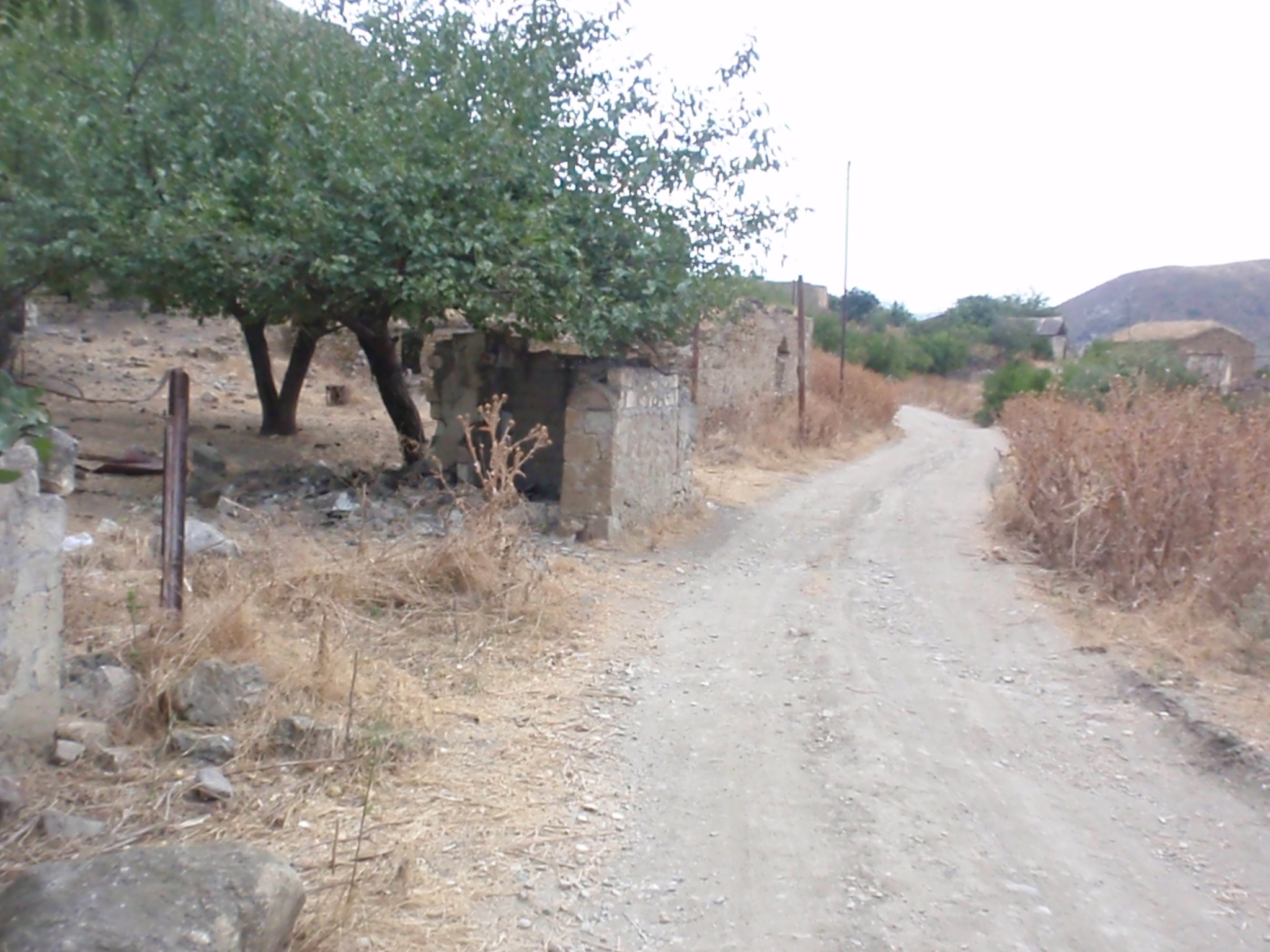
Mataghis
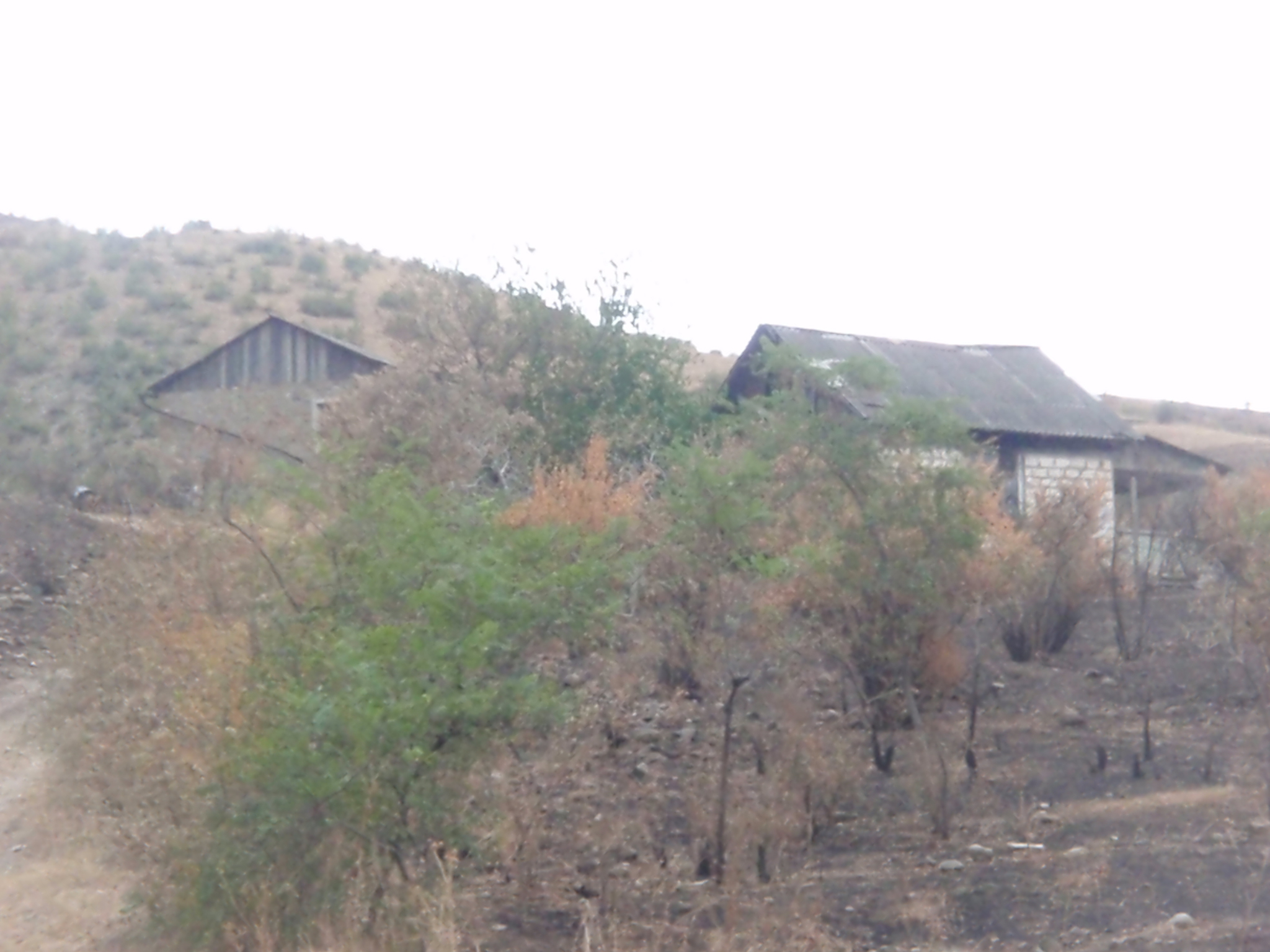
Mataghis
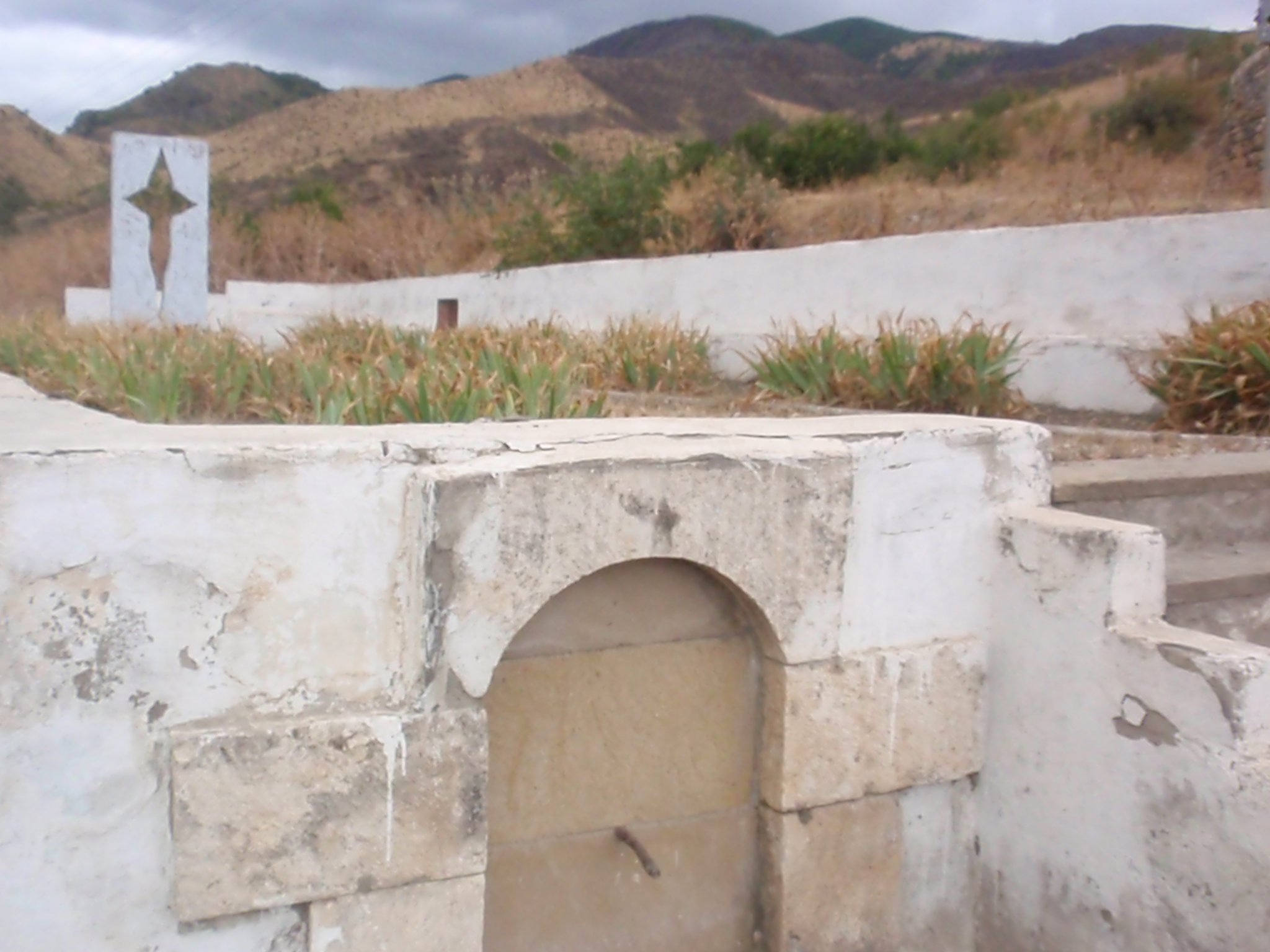
Mataghis